# Церква Воздвиження Чесного Хреста Господнього (Бобрівники)
Церква Воздвиження Чесного Хреста Господнього в Бобрівниках — парафія і храм греко-католицької громади Коропецького деканату Бучацької єпархії Української греко-католицької церкви в селі Бобрівники Чортківського району Тернопільської области.

## Історія церкви
Церква була збудована у 1890 році на місці старої святині. Її перевезли з села Олешів, що на Івано-Франківщині. Особливістю будівлі є те, що вона складена без жодного цвяха.
До 1946 року парафія належала до УГКЦ. З 1946 по 1961 рік, а також з 1989 по 1992 рік, вона перебувала у підпорядкуванні РПЦ. У 1992 році парафія і храм повернулися в лоно УГКЦ.
26 вересня 1992 року була освячена капличка на хуторі Добромишль.
При парафії діють братства «Апостольство молитви» та «Милосердний самарянин».

## Парохи
- о. Андрей Стемпурський (до 1785),
- о. Іван Стемпурський (1785—1792),
- о. Василь Пасовський,
- о. Микола Запозецький,
- о. Йосиф Танчанківський,
- о. Дмитро Русинович,
- о. Григорій Надольський (до 1804),
- о. Іван Макаревич (1804—1814),
- о. Іван Левицький (1814—1824),
- о. Євстахій Левицький (1824—1829),
- о. Ілля Герусинський (1829—1834),
- о. Григорій Палитнинський (1834—1850),
- о. Микола Лопатинський (1850),
- о. Павло Сонетович (1850—1897),
- о. Григорій (1897—1898),
- о. Володимир Левицький (1898—1945),
- о. Михайло Сворак (1945—1961),
- о. Олександр Дудяк,
- о. Андрій Костенко (1990),
- о. Олександр Дудяк (1991),
- о. Ярослав Павлик (1992),
- о. Євстахій Гасяк (1992—2014),
- о. Василь Дзяйло (  2014-?).

о Руслан Винник (?-2024)